# Hugo-Chávez-Friedenspreis
Der Hugo-Chávez-Friedenspreis (spanisch Premio Hugo Chávez a la Paz y la Soberanía de los Pueblos oder Premio Hugo Chávez) ist eine Auszeichnung, die vom Staat Venezuela vergeben wird. Erster und bislang einziger Preisträger ist der russische Präsident Wladimir Putin.

## Verleihung
Der Preis wurde im Oktober 2016 vom venezolanischen Präsidenten Nicolás Maduro gestiftet. Er soll Menschen ehren, die sich für „Frieden und die Souveränität der Völker“ einsetzen. Benannt ist der Preis nach Maduros Vorgänger im Amt des Präsidenten, Hugo Chávez. Als Auszeichnung wird eine Miniaturausgabe des Chávez-Denkmals des russischen Bildhauers Sergei Kasanzew verliehen.

## Preisträger
Als bislang einziger Preisträger erhielt Wladimir Putin im Januar 2017 den Friedenspreis für seine Rolle im Syrischen Bürgerkrieg.